# Powiat stargardzki
Powiat stargardzki är ett distrikt (powiat) i centrala delen av Västpommerns vojvodskap i nordvästra Polen, med 119 340 invånare år 2009. Distriktet är befolkningsmässigt det största av Västpommerns landsdistrikt. Mer än halva befolkningen bor i huvudstaden Stargard, tidigare kallad Stargard Szczeciński, som har omkring 69 000 invånare.

## Administrativ indelning
Distriktet indelas i tio kommuner (gmina):

Kommunindelning i Powiat stargardzki

### Stadskommuner
En stadskommun (gmina miejska) utgörs huvudsakligen av tätorten.
- Stargards stadskommun

### Stads- och landskommuner
Följande stads- och landskommuner (gmina miejsko-wiejska) består av en stad med omgivande landsbygd:
- Chociwel
- Dobrzany
- Ińsko
- Suchań

### Landskommuner
En landskommun (gmina wiejska) saknar en central stad och har endast mindre tätorter.
- Dolice
- Kobylanka
- Marianowo
- Stara Dąbrowa
- Gmina Stargard